# رسپیگی (دهانه)
رسپیگی یک دهانه برخوردی در ماه‌ است.